# Gałęzów (powiat lubelski)
Gałęzów – wieś w Polsce położona w województwie lubelskim, w powiecie lubelskim, w gminie Bychawa. Leży przy trasie drogi wojewódzkiej nr 834.
Wieś szlachecka położona była w drugiej połowie XVI wieku w powiecie lubelskim województwa lubelskiego.
W latach 1954–1972 wieś należała i była siedzibą władz gromady Gałęzów. W latach 1975–1998 miejscowość należała administracyjnie do województwa lubelskiego.
Wieś stanowi sołectwo gminy Bychawa. Według Narodowego Spisu Powszechnego z roku 2011 wieś liczyła 499 mieszkańców.
Ruiny dworu Koźmianów, wzmiankowanego w XV wieku jako własność Gałęzowskich, miejsce urodzin poety Kajetana Koźmiana. W okresie międzywojennym, majątek należał do Teresy z Przewłockich Zakrzeńskiej (I voto hr. Rostworowskiej) (1892–1967), córki Konstantego i wnuczki Zofii z Koźmianów Przewłockiej. Obecnie dwór znajduje się w rękach prywatnych, odrestaurowywany.
W 1859 i 1865 r. w Gałęzowie gościł Oskar Kolberg.
Wierni Kościoła rzymskokatolickiego należą do parafii św. Jana Chrzciciela i św. Franciszka z Asyżu w Bychawie lub do parafii św. Antoniego Padewskiego w Woli Gałęzowskiej.

## Zabytki
Według rejestru zabytków Narodowego Instytutu Dziedzictwa na listę zabytków wpisane są obiekty:
- zespół dworski, pocz. XIX, nr rej.: A/819 z 20.07.1981

-dwór, park.